# Nuku (Okoa)
Nuku ist eine unbewohnte Insel in der tonganischen Inselgruppe Vavaʻu. Die Insel ist eine von zwei Inseln mit demselben Namen im Archipel Vavaʻu.

## Geographie
Nuku liegt südlich der Hauptinsel Vavaʻu, zusammen mit Tueʻia zwischen den Inseln Okoa und ʻOloʻua. Im Osten schließt sich die Insel Kiato an.

## Klima
Das Klima ist tropisch heiß, wird jedoch von ständig wehenden Winden gemäßigt. Ebenso wie die anderen Inseln der Haʻapai-Gruppe wird Nuku gelegentlich von Zyklonen heimgesucht.